# Eurovision Song Contest 2010
Eurovision Song Contest 2010 là cuộc thi Ca khúc truyền hình châu Âu thứ 55. Cuộc thi diễn ra ở nhà thi đấu Telenor tại thủ đô Oslo, Na Uy, sau chiến thắng của quốc gia tại cuộc thi năm 2009 với ca khúc "Fairytale", biểu diễn bởi Alexander Rybak. Cuộc thi bao gồm hai vòng bán kết vào ngày 25 tháng 5 và 27 tháng 5, và đêm chung kết vào ngày 29 tháng 5 năm 2010.
Đức là đất nước quán quân của cuộc thi này với ca khúc "Satellite", biểu diễn bởi Lena Meyer-Landrut. Thổ Nhĩ Kỳ giành vị trí á quân với ca khúc "We Could Be The Same" bởi ban nhạc maNga. România giành vị trí thứ 3 với ca khúc "Playing with Fire" bởi Paula Seling và Ovi.

## Kết quả

Các nước tham dự vòng bán kết 1
Các nước được đặc cách vào vòng chung kết, nhưng cũng được quyền bầu chọn tại vòng bán kết 1
Các nước tham dự vòng bán kết 2
Các nước được đặc cách vào vòng chung kết, nhưng cũng được quyền bầu chọn tại vòng bán kết 2

### Bán kết 1
| Thứ tự | Quốc gia             | Nghệ sĩ                       | Ca khúc                 | Ngôn ngữ         | Vị trí | Số điểm |
| ------ | -------------------- | ----------------------------- | ----------------------- | ---------------- | ------ | ------- |
| 01     | Moldova              | SunStroke Project & Olia Tira | "Run Away"              | Tiếng Anh        | 10     | 52      |
| 02     | Nga                  | Peter Nalitch                 | "Lost and Forgotten"    | Tiếng Anh        | 7      | 74      |
| 03     | Estonia              | Malcolm Lincoln và ManPower 4 | "Siren"                 | Tiếng Anh        | 14     | 39      |
| 04     | Slovakia             | Kristína Peláková             | "Horehronie"            | Tiếng Slovakia   | 16     | 25      |
| 05     | Phần Lan             | Kuunkuiskaajat                | "Työlki ellää"          | Tiếng Phần Lan   | 11     | 49      |
| 06     | Latvia               | Aija Andrejeva                | "What For?"             | Tiếng Latvia     | 17     | 11      |
| 07     | Serbia               | Milan Stanković               | "Ovo je Balkan"         | Tiếng Serbia     | 5      | 79      |
| 08     | Bosna và Hercegovina | Vukašin Brajić                | "Thunder and Lightning" | Tiếng Anh        | 8      | 59      |
| 09     | Ba Lan               | Marcin Mroziński              | "Legenda"               | Tiếng Ba Lan     | 13     | 44      |
| 10     | Bỉ                   | Tom Dice                      | "Me and My Guitar"      | Tiếng Anh        | 1      | 167     |
| 11     | Malta                | Thea Garrett                  | "Illusion"              | Tiếng Anh        | 12     | 45      |
| 12     | Albania              | Juliana Pasha                 | "It's All About You"    | Tiếng Anh        | 6      | 76      |
| 13     | Hy Lạp               | Giorgos Alkaios               | "Opa"                   | Tiếng Hy Lạp     | 2      | 133     |
| 14     | Bồ Đào Nha           | Filipa Azevedo                | "Há dias assim"         | Tiếng Bồ Đào Nha | 4      | 89      |
| 15     | Macedonia            | Gjoko Taneski                 | "Jas ja imam silata"    | Tiếng Macedonia  | 15     | 37      |
| 16     | Belarus              | 3+2 và Robert Wells           | "Butterflies"           | Tiếng Anh        | 9      | 70      |
| 17     | Iceland              | Hera Björk Þórhallsdóttir     | "Je ne sais quoi"       | Tiếng Anh        | 3      | 23      |

### Bán kết 2
| Thứ tự | Quốc gia   | Nghệ sĩ                         | Ca khúc                        | Ngôn ngữ       | Vị trí | Số điểm |
| ------ | ---------- | ------------------------------- | ------------------------------ | -------------- | ------ | ------- |
| 01     | Litva      | InCulto                         | "Eastern European Funk"        | Tiếng Anh      | 12     | 44      |
| 02     | Armenia    | Eva Rivas                       | "Apricot Stone"                | Tiếng Anh      | 6      | 83      |
| 03     | Israel     | Harel Skaat                     | "Milim"                        | Tiếng Do Thái  | 8      | 71      |
| 04     | Đan Mạch   | Chanée N'evergreen              | "In a Moment Like This"        | Tiếng Anh      | 5      | 101     |
| 05     | Thụy Sĩ    | Michael von der Heide           | "Il pleut de l'or"             | Tiếng Pháp     | 17     | 2       |
| 06     | Thụy Điển  | Anna Bergendahl                 | "This Is My Life"              | Tiếng Anh      | 11     | 62      |
| 07     | Azerbaijan | Safura Alizadeh                 | "Drip Drop"                    | Tiếng Anh      | 2      | 113     |
| 08     | Ukraina    | Alyosha                         | "Sweet People"                 | Tiếng Anh      | 7      | 77      |
| 09     | Hà Lan     | Sieneke                         | "Ik ben verliefd (Sha-la-lie)" | Tiếng Hà Lan   | 14     | 29      |
| 10     | România    | Paula Seling và Ovi             | "Playing with Fire"            | Tiếng Anh      | 4      | 104     |
| 11     | Slovenia   | Ansambel Roka ŽlindrevàKalamari | "Dance with Me"                | Tiếng Slovenia | 16     | 6       |
| 12     | Ireland    | Niamh Kavanagh                  | "It's for You"                 | Tiếng Anh      | 9      | 67      |
| 13     | Bulgaria   | Miroslav Kostadinov             | "Angel si ti"                  | Tiếng Bulgaria | 15     | 19      |
| 14     | Síp        | Jon Lilygreen & The Islanders   | "Life Looks Better in Spring"  | Tiếng Nga      | 10     | 67      |
| 15     | Croatia    | Feminnem                        | "Lako je sve"                  | Tiếng Croatia  | 13     | 33      |
| 16     | Gruzia     | Sofia Nizharadze                | "Shine"                        | Tiếng Anh      | 3      | 106     |
| 17     | Thổ Nhĩ Kỳ | MaNga                           | "We Could Be the Same"         | Tiếng Anh      | 1      | 118     |

### Chung kết
| Thứ tự | Quốc gia             | Nghệ sĩ                       | Ca khúc                       | Ngôn ngữ          | Vị trí | Số điểm |
| ------ | -------------------- | ----------------------------- | ----------------------------- | ----------------- | ------ | ------- |
| 01     | Azerbaijan           | Safura Alizadeh               | "Drip Drop"                   | Tiếng Anh         | 5      | 145     |
| 02     | Tây Ban Nha          | Daniel Diges                  | "Algo Pequeñito"              | Tiếng Tây Ban Nha | 15     | 68      |
| 03     | Na Uy                | Didrik Solli-Tangen           | "My Heart Is Yours"           | Tiếng Anh         | 20     | 35      |
| 04     | Moldova              | SunStroke Project & Olia Tira | "Run Away"                    | Tiếng Anh         | 22     | 27      |
| 05     | Síp                  | Jon Lilygreen & The Islanders | "Life Looks Better in Spring" | Tiếng Anh         | 21     | 27      |
| 06     | Bosna và Hercegovina | Vukašin Brajić                | "Thunder and Lightning"       | Tiếng Anh         | 17     | 51      |
| 07     | Bỉ                   | Tom Dice                      | "Me and My Guitar"            | Tiếng Anh         | 6      | 143     |
| 08     | Serbia               | Milan Stanković               | "Ovo je Balkan"               | Tiếng Serbia      | 13     | 72      |
| 09     | Belarus              | 3+2 và Robert Wells           | "Belarus"                     | Tiếng Anh         | 24     | 18      |
| 10     | Ireland              | Niamh Kavanagh                | "It's for You"                | Tiếng Anh         | 23     | 25      |
| 11     | Hy Lạp               | Giorgos Alkaios               | "Opa"                         | Tiếng Hy Lạp      | 8      | 140     |
| 12     | Anh Quốc             | Josh Dubovie                  | "That Sounds Good to Me"      | Tiếng Anh         | 25     | 10      |
| 13     | Gruzia               | Sofia Nizharadze              | "Shine"                       | Tiếng Anh         | 9      | 136     |
| 14     | Thổ Nhĩ Kỳ           | maNga                         | "We Could Be the Same"        | Tiếng Anh         | 2      | 170     |
| 15     | Albania              | Juliana Pasha                 | "It's All About You"          | Tiếng Anh         | 12     | 97      |
| 16     | Iceland              | Hera Björk Þórhallsdóttir     | "Je ne sais quoi"             | Tiếng Anh         | 16     | 62      |
| 17     | Ukraina              | Hotel FM                      | "Sweet People"                | Tiếng Anh         | 10     | 108     |
| 18     | Pháp                 | Nadine Beiler                 | "Allez Ola Olé"               | Tiếng Pháp        | 12     | 82      |
| 19     | România              | Paula Seling và Ovi           | "Playing with Fire"           | Tiếng Anh         | 3      | 162     |
| 20     | Nga                  | Peter Nalitch and Friends     | "Lost and Forgotten"          | Tiếng Anh         | 11     | 90      |
| 21     | Armenia              | Eva Rivas                     | "Apricot Stone"               | Tiếng Anh         | 7      | 141     |
| 22     | Đức                  | Lena Meyer-Landrut            | "Satellite"                   | Tiếng Anh         | 1      | 246     |
| 23     | Bồ Đào Nha           | Filipa Azevedo                | "Há dias assim"               | Tiếng Bồ Đào Nha  | 18     | 43      |
| 24     | Israel               | Harel Skaat                   | "Milim"                       | Tiếng Do Thái     | 14     | 71      |
| 25     | Đan Mạch             | Chanée N'evergreen            | "In a Moment Like This"       | Tiếng Anh         | 4      | 149     |